# 三轴六柱虫
三轴六柱虫（学名：Hexastylus triaxonius）为三轴球虫科六柱虫属的动物。在中国，分布于东海等海域。